# Farol da Ponta Norte
O farol da Ponta Norte, também conhecido por farol de Fiúra ou farol de Reguinho Fiúra, é um farol cabo-verdiano que se localiza na ponta norte da ilha do Sal, na freguesia de Nossa Senhora das Dores, próximo da localidade de Reguinho Fiúra.
O farol actual é uma moderna coluna metálica com 5 metros de altura.

## História
O farol original, estabelecido em 1897 era uma torre em ferro fundido, já desaparecida, com 13 metros de altura com casa de faroleiros em anexo.
Em 1941 foi construído um novo farol, agora em ruínas, que consistia numa torre cilíndrica branca sobre um volume térreo paralelepipédico de 4 por 4 metros, ambos em alvenaria. O conjunto tinha 11 metros de altura. Foi construído usando o patenteado "Sistema e material MURUS" da autoria do engenheiro e inventor português Raul Pires Ferreira Chaves.